# Vaxpalm
Vaxpalmen (Copernicia prunifera, synonym C. cerifera) eller karnaubapalmen, är en art i släktet vaxpalmer som tillhör familjen palmer (Arecaceae).
Den förekommer vild i Brasilien och har ur ekonomisk synpunkt varit en av de värdefullaste palmerna på grund av sitt hårda och för byggnadsändamål lämpliga virke, för sina till flätverk användbara blad och sina ätliga blomkolvar.
Sin största betydelse har den dock fått genom sitt hårda vax, karnaubavaxet, som används för olika ändamål.